# Uefa Champions League 2022/2023
Uefa Champions League 2022/2023 var den 68:e säsongen av Uefa Champions League, och den 31:a säsongen sedan den bytte namn från Europacupen, Europas största fotbollsturnering för klubblag, före Europa League respektive Europa Conference League.

## Kvalomgångar

### Inledande kvalomgång
| Inledande kvalomgången – semifinaler – 4 deltagande klubblag | Inledande kvalomgången – semifinaler – 4 deltagande klubblag | Inledande kvalomgången – semifinaler – 4 deltagande klubblag |
| ------------------------------------------------------------ | ------------------------------------------------------------ | ------------------------------------------------------------ |
| Lag 1                                                        | Resultat                                                     | Lag 2                                                        |
| FCI Levadia                                                  | 1–6                                                          | Víkingur                                                     |
| La Fiorita                                                   | 1–2                                                          | Inter Club d'Escaldes                                        |

| Inledande kvalomgången – final – 2 deltagande klubblag | Inledande kvalomgången – final – 2 deltagande klubblag | Inledande kvalomgången – final – 2 deltagande klubblag |
| ------------------------------------------------------ | ------------------------------------------------------ | ------------------------------------------------------ |
| Lag 1                                                  | Resultat                                               | Lag 2                                                  |
| Inter Club d'Escaldes                                  | 0–1                                                    | Víkingur                                               |

### Första kvalomgången
| Första kvalomgången – 30 deltagande klubblag | Första kvalomgången – 30 deltagande klubblag | Första kvalomgången – 30 deltagande klubblag | Första kvalomgången – 30 deltagande klubblag | Första kvalomgången – 30 deltagande klubblag |
| -------------------------------------------- | -------------------------------------------- | -------------------------------------------- | -------------------------------------------- | -------------------------------------------- |
| Lag 1                                        | Totalt                                       | Lag 2                                        | Möte 1                                       | Möte 2                                       |
| Pjunik                                       | 2–2 (4–3 str.)                               | Cluj                                         | 0–0                                          | 2–2 (e.f.)                                   |
| Maribor                                      | 2–0                                          | Sjachtar Salihorsk                           | 0–0                                          | 2–0                                          |
| Ludogorets Razgrad                           | 3–0                                          | Sutjeska Nikšić                              | 2–0                                          | 1–0                                          |
| F91 Dudelange                                | 3–1                                          | Tirana                                       | 1–0                                          | 2–1                                          |
| Tobol                                        | 1–5                                          | Ferencváros                                  | 0–0                                          | 1–5                                          |
| Malmö FF                                     | 6–5                                          | Víkingur                                     | 3–2                                          | 3–3                                          |
| Ballkani                                     | 1–2                                          | Žalgiris                                     | 1–1                                          | 0–1 (e.f.)                                   |
| HJK                                          | 2–2 (5–4 str.)                               | RFS                                          | 1–0                                          | 1–2 (e.f.)                                   |
| FK Bodø/Glimt                                | 4–3                                          | KÍ                                           | 3–0                                          | 1–3                                          |
| The New Saints                               | 1–2                                          | Linfield                                     | 1–0                                          | 0–2 (e.f.)                                   |
| Shamrock Rovers                              | 3–0                                          | Hibernians                                   | 3–0                                          | 0–0                                          |
| Lech Poznań                                  | 2–5                                          | Qarabağ                                      | 1–0                                          | 1–5                                          |
| Shkupi                                       | 3–2                                          | Lincoln Red Imps                             | 3–0                                          | 0–2                                          |
| Zrinjski Mostar                              | 0–1                                          | Sheriff Tiraspol                             | 0–0                                          | 0–1                                          |
| Slovan Bratislava                            | 2–1                                          | Dinamo Batumi                                | 0–0                                          | 2–1 (e.f.)                                   |

### Andra kvalomgången
| Andra kvalomgången – Mästare – 20 deltagande klubblag | Andra kvalomgången – Mästare – 20 deltagande klubblag | Andra kvalomgången – Mästare – 20 deltagande klubblag | Andra kvalomgången – Mästare – 20 deltagande klubblag | Andra kvalomgången – Mästare – 20 deltagande klubblag |
| ----------------------------------------------------- | ----------------------------------------------------- | ----------------------------------------------------- | ----------------------------------------------------- | ----------------------------------------------------- |
| Lag 1                                                 | Totalt                                                | Lag 2                                                 | Möte 1                                                | Möte 2                                                |
| Ferencváros                                           | 5–3                                                   | Slovan Bratislava                                     | 1–2                                                   | 4–1                                                   |
| Dinamo Zagreb                                         | 3–2                                                   | Shkupi                                                | 2–2                                                   | 1–0                                                   |
| Qarabağ                                               | 5–4                                                   | Zürich                                                | 3–2                                                   | 2–2 (e.f.)                                            |
| HJK                                                   | 1–7                                                   | Viktoria Plzeň                                        | 1–2                                                   | 0–5                                                   |
| Linfield                                              | 1–8                                                   | FK Bodø/Glimt                                         | 1–0                                                   | 0–8                                                   |
| Žalgiris                                              | 3–0                                                   | Malmö FF                                              | 1–0                                                   | 2–0                                                   |
| Ludogorets Razgrad                                    | 4–2                                                   | Shamrock Rovers                                       | 3–0                                                   | 1–2                                                   |
| Maribor                                               | 0–1                                                   | Sheriff Tiraspol                                      | 0–0                                                   | 0–1                                                   |
| Maccabi Haifa                                         | 5–1                                                   | Olympiakos                                            | 1–1                                                   | 4–0                                                   |
| Pjunik                                                | 4–2                                                   | F91 Dudelange                                         | 0–1                                                   | 4–1                                                   |

| Andra kvalomgången – Bäst placerade – 4 deltagande klubblag | Andra kvalomgången – Bäst placerade – 4 deltagande klubblag | Andra kvalomgången – Bäst placerade – 4 deltagande klubblag | Andra kvalomgången – Bäst placerade – 4 deltagande klubblag | Andra kvalomgången – Bäst placerade – 4 deltagande klubblag |
| ----------------------------------------------------------- | ----------------------------------------------------------- | ----------------------------------------------------------- | ----------------------------------------------------------- | ----------------------------------------------------------- |
| Lag 1                                                       | Totalt                                                      | Lag 2                                                       | Möte 1                                                      | Möte 2                                                      |
| FC Midtjylland                                              | 2–2 (4–3 str.)                                              | AEK Larnaca                                                 | 1–1                                                         | 1–1 (e.f.)                                                  |
| Dynamo Kiev                                                 | 2–1                                                         | Fenerbahçe                                                  | 0–0                                                         | 2–1 (e.f.)                                                  |

### Tredje kvalomgången
| Tredje kvalomgången – Mästare – 12 deltagande klubblag | Tredje kvalomgången – Mästare – 12 deltagande klubblag | Tredje kvalomgången – Mästare – 12 deltagande klubblag | Tredje kvalomgången – Mästare – 12 deltagande klubblag | Tredje kvalomgången – Mästare – 12 deltagande klubblag |
| ------------------------------------------------------ | ------------------------------------------------------ | ------------------------------------------------------ | ------------------------------------------------------ | ------------------------------------------------------ |
| Lag 1                                                  | Totalt                                                 | Lag 2                                                  | Möte 1                                                 | Möte 2                                                 |
| Maccabi Haifa                                          | 4–2                                                    | Apollon Limassol                                       | 4–0                                                    | 0–2                                                    |
| Qarabağ                                                | 4–2                                                    | Ferencváros                                            | 1–1                                                    | 3–1                                                    |
| Ludogorets Razgrad                                     | 3–6                                                    | Dinamo Zagreb                                          | 1–2                                                    | 2–4                                                    |
| Sheriff Tiraspol                                       | 2–4                                                    | Viktoria Plzeň                                         | 1–2                                                    | 1–2                                                    |
| FK Bodø/Glimt                                          | 6–1                                                    | Žalgiris                                               | 5–0                                                    | 1–1                                                    |
| Röda stjärnan                                          | 7–0                                                    | Pjunik                                                 | 5–0                                                    | 2–0                                                    |

| Tredje kvalomgången – Bäst placerade – 8 deltagande klubblag | Tredje kvalomgången – Bäst placerade – 8 deltagande klubblag | Tredje kvalomgången – Bäst placerade – 8 deltagande klubblag | Tredje kvalomgången – Bäst placerade – 8 deltagande klubblag | Tredje kvalomgången – Bäst placerade – 8 deltagande klubblag |
| ------------------------------------------------------------ | ------------------------------------------------------------ | ------------------------------------------------------------ | ------------------------------------------------------------ | ------------------------------------------------------------ |
| Lag 1                                                        | Totalt                                                       | Lag 2                                                        | Möte 1                                                       | Möte 2                                                       |
| AS Monaco                                                    | 3–4                                                          | PSV                                                          | 1–1                                                          | 2–3 (e.f.)                                                   |
| Dynamo Kiev                                                  | 3–1                                                          | Sturm Graz                                                   | 1–0                                                          | 2–1 (e.f.)                                                   |
| Union Saint-Gilloise                                         | 2–3                                                          | Rangers                                                      | 2–0                                                          | 0–3                                                          |
| Benfica                                                      | 7–2                                                          | FC Midtjylland                                               | 4–1                                                          | 3–1                                                          |

### Playoff
| Playoffomgången – Mästare – 8 deltagande klubblag | Playoffomgången – Mästare – 8 deltagande klubblag | Playoffomgången – Mästare – 8 deltagande klubblag | Playoffomgången – Mästare – 8 deltagande klubblag | Playoffomgången – Mästare – 8 deltagande klubblag |
| ------------------------------------------------- | ------------------------------------------------- | ------------------------------------------------- | ------------------------------------------------- | ------------------------------------------------- |
| Lag 1                                             | Totalt                                            | Lag 2                                             | Möte 1                                            | Möte 2                                            |
| Qarabağ                                           | 1–2                                               | Viktoria Plzeň                                    | 0–0                                               | 1–2                                               |
| FK Bodø/Glimt                                     | 2–4                                               | Dinamo Zagreb                                     | 1–0                                               | 1–4 (e.f.)                                        |
| Maccabi Haifa                                     | 5–4                                               | Röda stjärnan                                     | 3–2                                               | 2–2                                               |
| FC Köpenhamn                                      | 2–1                                               | Trabzonspor                                       | 2–1                                               | 0–0                                               |

| Playoffomgången – Bäst placerade – 4 deltagande klubblag | Playoffomgången – Bäst placerade – 4 deltagande klubblag | Playoffomgången – Bäst placerade – 4 deltagande klubblag | Playoffomgången – Bäst placerade – 4 deltagande klubblag | Playoffomgången – Bäst placerade – 4 deltagande klubblag |
| -------------------------------------------------------- | -------------------------------------------------------- | -------------------------------------------------------- | -------------------------------------------------------- | -------------------------------------------------------- |
| Lag 1                                                    | Totalt                                                   | Lag 2                                                    | Möte 1                                                   | Möte 2                                                   |
| Dynamo Kiev                                              | 0–5                                                      | Benfica                                                  | 0–2                                                      | 0–3                                                      |
| Rangers                                                  | 3–2                                                      | PSV                                                      | 2–2                                                      | 1–0                                                      |

## Gruppspel
Eintracht Frankfurt gör sin debut i gruppspelet efter vinsten i Europa League 2021/2022, ett resultat av detta, är att för första gången finns fem tyska klubbar med i gruppspelet.

### Grupp A
| Nr | Lag       | S | V | O | F | GM | IM | MS  | P  |
| -- | --------- | - | - | - | - | -- | -- | --- | -- |
| 1  | Napoli    | 6 | 5 | 0 | 1 | 20 | 6  | +14 | 15 |
| 2  | Liverpool | 6 | 5 | 0 | 1 | 17 | 6  | +11 | 15 |
| 3  | Ajax      | 6 | 2 | 0 | 4 | 11 | 16 | −5  | 6  |
| 4  | Rangers   | 6 | 0 | 0 | 6 | 2  | 22 | −20 | 0  |

| Hemma \ Borta |     |     |     |     |
| Ajax          | —   | 0–3 | 1–6 | 4–0 |
| Liverpool     | 2–1 | —   | 2–0 | 2–0 |
| Napoli        | 4–2 | 4–1 | —   | 3–0 |
| Rangers       | 1–3 | 1–7 | 0–3 | —   |

### Grupp B
| Nr | Lag              | S | V | O | F | GM | IM | MS | P  |
| -- | ---------------- | - | - | - | - | -- | -- | -- | -- |
| 1  | Porto            | 6 | 4 | 0 | 2 | 12 | 7  | +5 | 12 |
| 2  | Club Brugge      | 6 | 3 | 2 | 1 | 7  | 4  | +3 | 11 |
| 3  | Bayer Leverkusen | 6 | 1 | 2 | 3 | 4  | 8  | −4 | 5  |
| 4  | Atlético Madrid  | 6 | 1 | 2 | 3 | 5  | 9  | −4 | 5  |

| Hemma \ Borta    |     |     |     |     |
| Atlético Madrid  | —   | 2–2 | 0–0 | 2–1 |
| Bayer Leverkusen | 2–0 | —   | 0–0 | 0–3 |
| Club Brugge      | 2–0 | 1–0 | —   | 0–4 |
| Porto            | 2–1 | 2–0 | 0–4 | —   |

### Grupp C
| Nr | Lag            | S | V | O | F | GM | IM | MS  | P  |
| -- | -------------- | - | - | - | - | -- | -- | --- | -- |
| 1  | Bayern München | 6 | 6 | 0 | 0 | 18 | 2  | +16 | 18 |
| 2  | Inter          | 6 | 3 | 1 | 2 | 10 | 7  | +3  | 10 |
| 3  | Barcelona      | 6 | 2 | 1 | 3 | 12 | 12 | 0   | 7  |
| 4  | Viktoria Plzeň | 6 | 0 | 0 | 6 | 5  | 24 | −19 | 0  |

| Hemma \ Borta  |     |     |     |     |
| Barcelona      | —   | 0–3 | 3–3 | 5–1 |
| Bayern München | 2–0 | —   | 2–0 | 5–0 |
| Inter          | 1–0 | 0–2 | —   | 4–0 |
| Viktoria Plzeň | 2–4 | 2–4 | 0–2 | —   |

### Grupp D
| Nr | Lag                 | S | V | O | F | GM | IM | MS | P  |
| -- | ------------------- | - | - | - | - | -- | -- | -- | -- |
| 1  | Tottenham Hotspur   | 6 | 3 | 2 | 1 | 8  | 6  | +2 | 11 |
| 2  | Eintracht Frankfurt | 6 | 3 | 1 | 2 | 7  | 8  | −1 | 10 |
| 3  | Sporting Lissabon   | 6 | 2 | 1 | 3 | 8  | 9  | −1 | 7  |
| 4  | Marseille           | 6 | 2 | 0 | 4 | 8  | 8  | 0  | 6  |

| Hemma \ Borta       |     |     |     |     |
| Eintracht Frankfurt | —   | 2–1 | 0–3 | 0–0 |
| Marseille           | 0–1 | —   | 4–1 | 1–2 |
| Sporting Lissabon   | 1–2 | 0–2 | —   | 2–0 |
| Tottenham Hotspur   | 3–2 | 2–0 | 1–1 | —   |

### Grupp E
| Nr | Lag               | S | V | O | F | GM | IM | MS | P  |
| -- | ----------------- | - | - | - | - | -- | -- | -- | -- |
| 1  | Chelsea           | 6 | 4 | 1 | 1 | 10 | 4  | +6 | 13 |
| 2  | AC Milan          | 6 | 3 | 1 | 2 | 12 | 7  | +5 | 10 |
| 3  | Red Bull Salzburg | 6 | 1 | 3 | 2 | 5  | 9  | −4 | 6  |
| 4  | Dinamo Zagreb     | 6 | 1 | 1 | 4 | 4  | 11 | −7 | 4  |

| Hemma \ Borta     |     |     |     |     |
| AC Milan          | —   | 0–2 | 3–1 | 4–0 |
| Chelsea           | 3–0 | —   | 2–1 | 1–1 |
| Dinamo Zagreb     | 0–4 | 1–0 | —   | 1–1 |
| Red Bull Salzburg | 1–1 | 1–2 | 1–0 | —   |

### Grupp F
| Nr | Lag              | S | V | O | F | GM | IM | MS  | P  |
| -- | ---------------- | - | - | - | - | -- | -- | --- | -- |
| 1  | Real Madrid      | 6 | 4 | 1 | 1 | 15 | 6  | +9  | 13 |
| 2  | RB Leipzig       | 6 | 4 | 0 | 2 | 13 | 9  | +4  | 12 |
| 3  | Sjachtar Donetsk | 6 | 1 | 3 | 2 | 8  | 10 | −2  | 6  |
| 4  | Celtic           | 6 | 0 | 2 | 4 | 4  | 15 | −11 | 2  |

| Hemma \ Borta    |     |     |     |     |
| Celtic           | —   | 0–2 | 0–3 | 1–1 |
| RB Leipzig       | 3–1 | —   | 3–2 | 1–4 |
| Real Madrid      | 5–1 | 2–0 | —   | 2–1 |
| Sjachtar Donetsk | 1–1 | 0–4 | 1–1 | —   |

### Grupp G
| Nr | Lag               | S | V | O | F | GM | IM | MS  | P  |
| -- | ----------------- | - | - | - | - | -- | -- | --- | -- |
| 1  | Manchester City   | 6 | 4 | 2 | 0 | 14 | 2  | +12 | 14 |
| 2  | Borussia Dortmund | 6 | 2 | 3 | 1 | 10 | 5  | +5  | 9  |
| 3  | Sevilla           | 6 | 1 | 2 | 3 | 6  | 12 | −6  | 5  |
| 4  | FC Köpenhamn      | 6 | 0 | 3 | 3 | 1  | 12 | −11 | 3  |

| Hemma \ Borta     |     |     |     |     |
| Borussia Dortmund | —   | 3–0 | 0–0 | 1–1 |
| FC Köpenhamn      | 1–1 | —   | 0–0 | 0–0 |
| Manchester City   | 2–1 | 5–0 | —   | 3–1 |
| Sevilla           | 1–4 | 3–0 | 0–4 | —   |

### Grupp H
| Nr | Lag                 | S | V | O | F | GM | IM | MS  | P  |
| -- | ------------------- | - | - | - | - | -- | -- | --- | -- |
| 1  | Benfica             | 6 | 4 | 2 | 0 | 16 | 7  | +9  | 14 |
| 2  | Paris Saint-Germain | 6 | 4 | 2 | 0 | 16 | 7  | +9  | 14 |
| 3  | Juventus            | 6 | 1 | 0 | 5 | 9  | 13 | −4  | 3  |
| 4  | Maccabi Haifa       | 6 | 1 | 0 | 5 | 7  | 21 | −14 | 3  |

| Hemma \ Borta       |     |     |     |     |
| Benfica             | —   | 4–3 | 2–0 | 1–1 |
| Juventus            | 1–2 | —   | 1–2 | 3–1 |
| Maccabi Haifa       | 1–6 | 2–0 | —   | 1–3 |
| Paris Saint-Germain | 1–1 | 2–1 | 7–2 | —   |

## Slutspel

### Slutspelsträd
|  | Åttondelsfinaler    | Åttondelsfinaler | Åttondelsfinaler | Åttondelsfinaler |                 |                 | Kvartsfinaler   | Kvartsfinaler | Kvartsfinaler | Kvartsfinaler |  |  | Semifinaler | Semifinaler | Semifinaler | Semifinaler |  |  | Final | Final | Final | Final |
|  |                     |                  |                  |                  |                 |                 |                 |               |               |               |  |  |             |             |             |             |  |  |       |       |       |       |
|  |                     |                  |                  |                  |                 |                 |                 |               |               |               |  |  |             |             |             |             |  |  |       |       |       |       |
|  |                     |                  |                  |                  |                 |                 |                 |               |               |               |  |  |             |             |             |             |  |  |       |       |       |       |
|  | Liverpool           | 2                | 0                | 2                |                 |                 |                 |               |               |               |  |  |             |             |             |             |  |  |       |       |       |       |
|  | Liverpool           | 2                | 0                | 2                |                 |                 |                 |               |               |               |  |  |             |             |             |             |  |  |       |       |       |       |
|  | Real Madrid         | 5                | 1                | 6                |                 |                 |                 |               |               |               |  |  |             |             |             |             |  |  |       |       |       |       |
|  | Real Madrid         | 5                | 1                | 6                | Real Madrid     | 2               | 2               | 4             |               |               |  |  |             |             |             |             |  |  |       |       |       |       |
|  |                     |                  |                  |                  | Real Madrid     | 2               | 2               | 4             |               |               |  |  |             |             |             |             |  |  |       |       |       |       |
|  |                     | Chelsea          | 0                | 0                | 0               |                 |                 |               |               |               |  |  |             |             |             |             |  |  |       |       |       |       |
|  | Borussia Dortmund   | Chelsea          | 0                | 0                | 0               | 1               | 0               | 1             |               |               |  |  |             |             |             |             |  |  |       |       |       |       |
|  | Borussia Dortmund   |                  |                  |                  |                 | 1               | 0               | 1             |               |               |  |  |             |             |             |             |  |  |       |       |       |       |
|  | Chelsea             | 0                | 2                | 2                |                 |                 |                 |               |               |               |  |  |             |             |             |             |  |  |       |       |       |       |
|  | Chelsea             | 0                | 2                | 2                | Real Madrid     | 1               | 0               | 1             |               |               |  |  |             |             |             |             |  |  |       |       |       |       |
|  |                     |                  |                  |                  | Real Madrid     | 1               | 0               | 1             |               |               |  |  |             |             |             |             |  |  |       |       |       |       |
|  |                     | Manchester City  | 1                | 4                | 5               |                 |                 |               |               |               |  |  |             |             |             |             |  |  |       |       |       |       |
|  | RB Leipzig          | Manchester City  | 1                | 4                | 5               | 1               | 0               | 1             |               |               |  |  |             |             |             |             |  |  |       |       |       |       |
|  | RB Leipzig          |                  |                  |                  |                 | 1               | 0               | 1             |               |               |  |  |             |             |             |             |  |  |       |       |       |       |
|  | Manchester City     | 1                | 7                | 8                |                 |                 |                 |               |               |               |  |  |             |             |             |             |  |  |       |       |       |       |
|  | Manchester City     | 1                | 7                | 8                | Manchester City | 3               | 1               | 4             |               |               |  |  |             |             |             |             |  |  |       |       |       |       |
|  |                     |                  |                  |                  | Manchester City | 3               | 1               | 4             |               |               |  |  |             |             |             |             |  |  |       |       |       |       |
|  |                     | Bayern München   | 0                | 1                | 1               |                 |                 |               |               |               |  |  |             |             |             |             |  |  |       |       |       |       |
|  | Paris Saint-Germain | Bayern München   | 0                | 1                | 1               | 0               | 0               | 0             |               |               |  |  |             |             |             |             |  |  |       |       |       |       |
|  | Paris Saint-Germain |                  |                  |                  |                 | 0               | 0               | 0             |               |               |  |  |             |             |             |             |  |  |       |       |       |       |
|  | Bayern München      | 1                | 2                | 3                |                 |                 |                 |               |               |               |  |  |             |             |             |             |  |  |       |       |       |       |
|  | Bayern München      | 1                | 2                | 3                | Manchester City | Manchester City | Manchester City | 1             |               |               |  |  |             |             |             |             |  |  |       |       |       |       |
|  |                     |                  |                  |                  | Manchester City | Manchester City | Manchester City | 1             |               |               |  |  |             |             |             |             |  |  |       |       |       |       |
|  |                     | Inter            | Inter            | Inter            | 0               |                 |                 |               |               |               |  |  |             |             |             |             |  |  |       |       |       |       |
|  | AC Milan            | Inter            | Inter            | Inter            | 0               | 1               | 0               | 1             |               |               |  |  |             |             |             |             |  |  |       |       |       |       |
|  | AC Milan            |                  |                  |                  |                 | 1               | 0               | 1             |               |               |  |  |             |             |             |             |  |  |       |       |       |       |
|  | Tottenham Hotspur   | 0                | 0                | 0                |                 |                 |                 |               |               |               |  |  |             |             |             |             |  |  |       |       |       |       |
|  | Tottenham Hotspur   | 0                | 0                | 0                | AC Milan        | 1               | 1               | 2             |               |               |  |  |             |             |             |             |  |  |       |       |       |       |
|  |                     |                  |                  |                  | AC Milan        | 1               | 1               | 2             |               |               |  |  |             |             |             |             |  |  |       |       |       |       |
|  |                     | Napoli           | 0                | 1                | 1               |                 |                 |               |               |               |  |  |             |             |             |             |  |  |       |       |       |       |
|  | Eintracht Frankfurt | Napoli           | 0                | 1                | 1               | 0               | 0               | 0             |               |               |  |  |             |             |             |             |  |  |       |       |       |       |
|  | Eintracht Frankfurt |                  |                  |                  |                 | 0               | 0               | 0             |               |               |  |  |             |             |             |             |  |  |       |       |       |       |
|  | Napoli              | 2                | 3                | 5                |                 |                 |                 |               |               |               |  |  |             |             |             |             |  |  |       |       |       |       |
|  | Napoli              | 2                | 3                | 5                | AC Milan        | 0               | 0               | 0             |               |               |  |  |             |             |             |             |  |  |       |       |       |       |
|  |                     |                  |                  |                  | AC Milan        | 0               | 0               | 0             |               |               |  |  |             |             |             |             |  |  |       |       |       |       |
|  |                     | Inter            | 2                | 1                | 3               |                 |                 |               |               |               |  |  |             |             |             |             |  |  |       |       |       |       |
|  | Club Brugge         | Inter            | 2                | 1                | 3               | 0               | 1               | 1             |               |               |  |  |             |             |             |             |  |  |       |       |       |       |
|  | Club Brugge         |                  |                  |                  |                 | 0               | 1               | 1             |               |               |  |  |             |             |             |             |  |  |       |       |       |       |
|  | Benfica             | 2                | 5                | 7                |                 |                 |                 |               |               |               |  |  |             |             |             |             |  |  |       |       |       |       |
|  | Benfica             | 2                | 5                | 7                | Benfica         | 0               | 3               | 3             |               |               |  |  |             |             |             |             |  |  |       |       |       |       |
|  |                     |                  |                  |                  | Benfica         | 0               | 3               | 3             |               |               |  |  |             |             |             |             |  |  |       |       |       |       |
|  |                     | Inter            | 2                | 3                | 5               |                 |                 |               |               |               |  |  |             |             |             |             |  |  |       |       |       |       |
|  | Inter               | Inter            | 2                | 3                | 5               | 1               | 0               | 1             |               |               |  |  |             |             |             |             |  |  |       |       |       |       |
|  | Inter               |                  |                  |                  |                 | 1               | 0               | 1             |               |               |  |  |             |             |             |             |  |  |       |       |       |       |
|  | Porto               | 0                | 0                | 0                |                 |                 |                 |               |               |               |  |  |             |             |             |             |  |  |       |       |       |       |
|  | Porto               | 0                | 0                | 0                |                 |                 |                 |               |               |               |  |  |             |             |             |             |  |  |       |       |       |       |

### Åttondelsfinaler
| Åttondelsfinaler – 16 deltagande klubblag | Åttondelsfinaler – 16 deltagande klubblag | Åttondelsfinaler – 16 deltagande klubblag | Åttondelsfinaler – 16 deltagande klubblag | Åttondelsfinaler – 16 deltagande klubblag |
| ----------------------------------------- | ----------------------------------------- | ----------------------------------------- | ----------------------------------------- | ----------------------------------------- |
| Lag 1                                     | Totalt                                    | Lag 2                                     | Möte 1                                    | Möte 2                                    |
| RB Leipzig                                | 1–8                                       | Manchester City                           | 1–1                                       | 1–7                                       |
| Club Brugge                               | 1–7                                       | Benfica                                   | 0–2                                       | 1–5                                       |
| Liverpool                                 | 2–6                                       | Real Madrid                               | 2–5                                       | 0–1                                       |
| AC Milan                                  | 1–0                                       | Tottenham Hotspur                         | 1–0                                       | 0–0                                       |
| Eintracht Frankfurt                       | 0–5                                       | Napoli                                    | 0–2                                       | 0–3                                       |
| Borussia Dortmund                         | 1–2                                       | Chelsea                                   | 1–0                                       | 0–2                                       |
| Inter                                     | 1–0                                       | Porto                                     | 1–0                                       | 0–0                                       |
| Paris Saint-Germain                       | 0–3                                       | Bayern München                            | 0–1                                       | 0–2                                       |

### Kvartsfinaler
| Kvartsfinaler – 8 deltagande klubblag | Kvartsfinaler – 8 deltagande klubblag | Kvartsfinaler – 8 deltagande klubblag | Kvartsfinaler – 8 deltagande klubblag | Kvartsfinaler – 8 deltagande klubblag |
| ------------------------------------- | ------------------------------------- | ------------------------------------- | ------------------------------------- | ------------------------------------- |
| Lag 1                                 | Totalt                                | Lag 2                                 | Möte 1                                | Möte 2                                |
| Real Madrid                           | 4–0                                   | Chelsea                               | 2–0                                   | 2–0                                   |
| Benfica                               | 3–5                                   | Inter                                 | 0–2                                   | 3–3                                   |
| Manchester City                       | 4–1                                   | Bayern München                        | 3–0                                   | 1–1                                   |
| AC Milan                              | 2–1                                   | Napoli                                | 1–0                                   | 1–1                                   |

### Semifinaler
| Semifinaler – 4 deltagande klubblag | Semifinaler – 4 deltagande klubblag | Semifinaler – 4 deltagande klubblag | Semifinaler – 4 deltagande klubblag | Semifinaler – 4 deltagande klubblag |
| ----------------------------------- | ----------------------------------- | ----------------------------------- | ----------------------------------- | ----------------------------------- |
| Lag 1                               | Totalt                              | Lag 2                               | Möte 1                              | Möte 2                              |
| AC Milan                            | 0–3                                 | Inter                               | 0–2                                 | 0–1                                 |
| Real Madrid                         | 1–5                                 | Manchester City                     | 1–1                                 | 0–4                                 |

### Final
|             | 10 juni 2023 | Manchester City | 1 – 0           | Inter | Atatürk Olimpiyat Stadyumu                               |                                                          |
| 22:00 UTC+3 | 22:00 UTC+3  | Rodri 68′       | (0 – 0) Rapport |       | Istanbul Publik: 71 412 Domare: Szymon Marciniak (Polen) | Istanbul Publik: 71 412 Domare: Szymon Marciniak (Polen) |
| 22:00 UTC+3 | 22:00 UTC+3  |                 |                 |       | Istanbul Publik: 71 412 Domare: Szymon Marciniak (Polen) | Istanbul Publik: 71 412 Domare: Szymon Marciniak (Polen) |
| 22:00 UTC+3 | 22:00 UTC+3  |                 |                 |       | Istanbul Publik: 71 412 Domare: Szymon Marciniak (Polen) | Istanbul Publik: 71 412 Domare: Szymon Marciniak (Polen) |